# KAZKA
KAZKA (en ukrainien un conte de fées) est un trio musical ukrainien de Kiev. Le groupe a été créé par la chanteuse Oleksandra Zaritska et Mykyta Budash en 2017. Dmytro Mazuriak les a rejoints en 2018.
En 2017 ils ont sorti la première chanson «Свята» (Vacances) et ont participé au X-Factor ukrainien.
En avril 2018 le groupe a sorti son premier album KARMA.
La chanson «Плакала» (Elle pleurait) est la première chanson ukrainienne à figurer dans le top 10 mondial de Shazam,.

## Membres
- Oleksandra Zaritska — voix
- Mykyta Budash — claviers, guitare
- Dmytro Mazuriak — instruments à vent (depuis 2018)